# Titin
Titin /ˈtaɪtɪn/, còn được gọi là connectin, là một protein được TTN gen mã hóa ở con người. Titin là một protein khổng lồ, lớn hơn 1 μm chiều dài, có chức năng như một phân tử lò xo chịu trách nhiệm về tính đàn hồi thụ động của cơ bắp. Nó bao gồm 244 miền protein gấp riêng lẻ được kết nối bởi các chuỗi peptide không cấu trúc. Những miền này mở ra khi protein được kéo dài và gập lại khi hết căng thẳng.
Titin rất quan trọng trong sự co bóp của các mô cơ vân. Nó kết nối vạch Z với vạch M trong sarcomere. Protein góp phần truyền lực ở đường Z và lực căng nghỉ trong vùng băng I.  Nó giới hạn phạm vi chuyển động của sarcomere trong căng thẳng, do đó góp phần vào độ cứng thụ động của cơ bắp. Sự khác biệt trong trình tự chuẩn độ giữa các loại cơ khác nhau (ví dụ như tim hoặc xương) có mối tương quan với sự khác biệt về tính chất cơ học của các cơ này.
Titin là protein dồi dào thứ ba trong cơ bắp (sau myosin và actin), và một người trưởng thành chứa khoảng 0,5 kg titin. Với chiều dài từ ~ 27.000 đến ~ 33.000 amino acid (tùy thuộc vào đồng phân mối nối), Titin là protein lớn nhất được biết đến. Hơn nữa, gen cho titin chứa số lượng exon lớn nhất (363) được phát hiện trong bất kỳ gen đơn lẻ nào, cũng như exon đơn dài nhất (17.106 bp).

## Khám phá
Reiji Natori vào năm 1954 là người đầu tiên đề xuất cấu trúc đàn hồi trong sợi cơ để giải thích cho sự trở lại trạng thái nghỉ khi cơ bắp được kéo dài và sau đó được giải phóng. Vào năm 1977, Koscak Maruyama và đồng nghiệp đã phân lập một loại protein đàn hồi từ sợi cơ mà họ gọi là connectin. Hai năm sau, Kuan Wang và đồng nghiệp đã xác định được một dải đôi trên gel điện di tương ứng với một loại protein đàn hồi có trọng lượng phân tử cao mà họ đặt tên là titin.
Siegfried Labeit vào năm 1990 đã phân lập được một bản sao cDNA của Titin. Năm 1995, Labeit và Bernhard Kolmerer đã xác định trình tự cDNA của Titin trong tim người. Labeit và các đồng nghiệp năm 2001 đã xác định trình tự hoàn chỉnh của gen Titin ở người.